# Fiume degli Schiavi
Il fiume degli Schiavi (Slave River in inglese, Rivière des Esclaves in francese) è un fiume del Canada. Esso scorre a partire dalla confluenza tra i fiumi Rivière des Rochers e Peace in Alberta e che sfocia nel Grande Lago degli Schiavi, nella Provincia dei Territori del Nord-Ovest.